# Palparellus pulchellus
Palparellus pulchellus är en insektsart som först beskrevs av Peter Esben-Petersen 1922. 
Palparellus pulchellus ingår i släktet Palparellus och familjen myrlejonsländor. Inga underarter finns listade i Catalogue of Life.